# الن ایزیفیار
الن ایزیفیار (انگلیسی: Ellen Isefiær; ۷ دسامبر ۱۸۹۹ – ۲۸ سپتامبر ۱۹۸۵) هنرپیشه، و کارگردان اهل نروژ بود.